# 时恩寺
时恩寺是中国河北省张家口市宣化区的佛教寺院，位于镇朔楼西侧百公尺处。时恩寺大殿是寺院仅存的明清时期建筑，是全国重点文物保护单位。时恩寺建筑面积350平方米。2005年开始，时恩寺开始维修、扩建，新建有山门、配殿、僧寮等寺院建筑，总面积达到3000平方米。考古学家宿白称时恩寺大殿“具有十五世纪甚至更早的建筑风格和鲜明的地方特色。”

## 寺庙历史
土木堡之變（1449年）後，明王朝开始整顿北部边防，時恩寺是当时在宣府兴建的重要佛教寺院之一。时恩寺大殿的梁檩下皮存有关于建造时间，建造负责人等内容的题记：时恩寺于成化六年（1470年）七月修建完成，由建寺大檀越信官太监乃胜、张进，总兵官颜彪、黄瑄主持修建，开山比丘为净澄。时恩寺建筑级别较高，或为敕建（修），但正德和嘉靖的《宣府镇志》对时恩寺虽有记载但均不详细，也无碑刻存世。记录寥寥的原因可能是修史志的官员刻意避开太监的事迹，也可能因为时恩寺完工之前逢大水和随之引发的饥荒，完工时机为人诟病。弘治九年（1496年），时恩寺重修。万历年间，时恩寺拥有8处寺庄，近23000亩。
21世纪时恩寺修缮后，中国佛教协会副会长、河北省佛教协会会长释净慧及其弟子普闻受到张家口市宣化区人民政府的邀请，住持、管理时恩寺，时恩寺得以中兴。釋迦牟尼佛成道日，时恩寺会举办释迦摩尼雪山成道吉祥法会，法会期间会向信众、市民施粥。

## 建筑保护

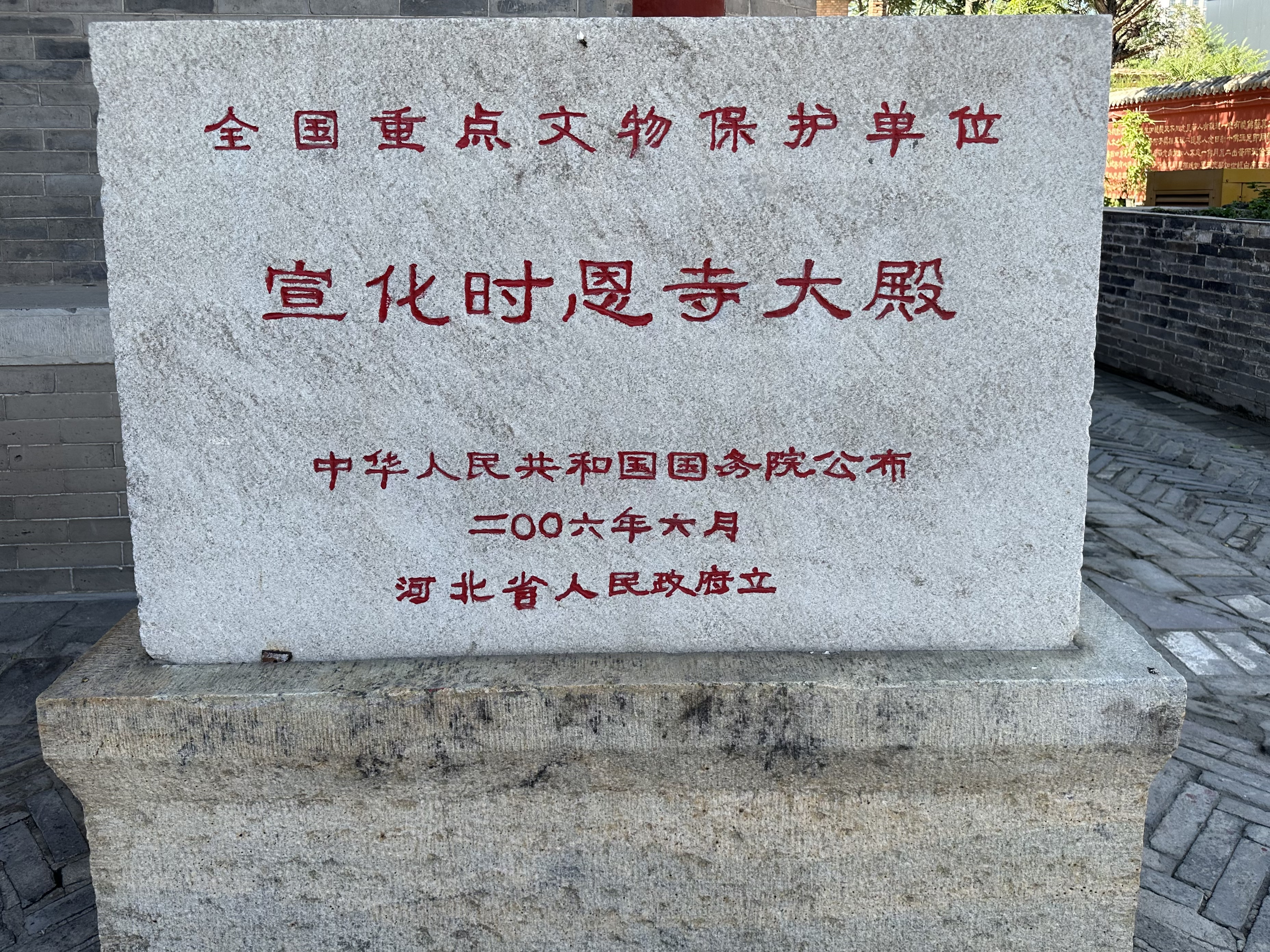
时恩寺文保碑

时恩寺的多个建筑湮灭在历史中，现仅存原建筑是时恩寺大殿。20世纪60年代，时恩寺大殿遭雨水侵蚀，屋檐坍塌，后檐柱、后间梁架均被拆毁，彼时，时恩寺大殿已显倾颓。1980年代起，开始开展对时恩寺的保护项目。1984年，罗哲文、郑孝燮等建筑师考察时恩寺。1990年代初，河北省文物研究所对时恩寺进行测绘。1996年，考古学家宿白考察了包括时恩寺在内的多个宣化古建筑。2005年开始，河北省古建筑研究所承修时恩寺大殿落架维修工程。2007年，时恩寺大殿落架修复工程完工，大殿建筑向前移动6米。2013年到2014年，完成大殿修复和其他寺院建筑重建工程。
保护名录上，1993年7月15日，时恩寺大殿由河北省人民政府公布为河北省第三批文物保护单位。2006年5月25日，时恩寺由中华人民共和国国务院公布为第六批全国重点文物保护单位。2024年，张家口市宣化区民政局将时恩寺列入首批《宣化区地名文化遗产保护名录》。

## 建筑

### 时恩寺大殿
时恩寺大殿为单檐九檩庑殿顶建筑，是宣化现存最早的木结构建筑，也是宣化唯一的庑殿顶式古建筑。大殿建筑坐北朝南，面阔五间（约19米），进深三间（12米），通高（超过10米）。建筑面积350平方米。斗拱為單翹單昂五踩斗拱，瓦頂為綠琉璃瓦。共有14根金柱，16根外檐柱。大殿建筑梁架结构为九檩前后廊式，殿内彻上明造，内外施彩绘。大殿建筑前后抱厦，殿前抱厦为清代增建，单檐六檩卷棚歇山顶，与大殿建筑通过勾连搭相连，无斗拱，面阔五间（13米），进深三间（5米），殿前抱厦采用大木小式结构。
时恩寺造型具有明早期建筑特点：推山较小、坡度平缓、正脊较短、出檐远长，梁架粗壮、殿堂宽敞。其建筑构件也有当时雁北地区建筑的特征：脊檩两侧用细叉手、梁架上脊瓜柱下的角背为方形。

### 其他建筑
时恩寺原有山门、天王殿、东西配殿、钟楼、鼓楼、大殿等建筑，今除大殿外，皆不存。2014年完成重建后，时恩寺总面积3000平方米，新建有山门、配殿以及15间的建斋堂、僧寮等寺院建筑。